# Trematomus pennellii
Trematomus pennellii är en fiskart som beskrevs av Regan, 1914. Trematomus pennellii ingår i släktet Trematomus och familjen Nototheniidae. Inga underarter finns listade i Catalogue of Life.